# Mauckport
Mauckport – miasto w Stanach Zjednoczonych, w stanie Indiana, w hrabstwie Harrison.